# 冬栢亭站
冬栢亭站（：／ Dongbaekjeong yeok */?）是位于韩国忠清南道舒川郡西面的一个车站，属于舒川火力线。

## 历史
- 1983年12月10日 - 落成使用。
- 2018年3月20日 - 废止。

## 车站周边
- 舒川火力發電所

## 相鄰車站
韓國中部發電株式會社
舒川火力線
春長臺－冬栢亭